# Templo Siong Lim

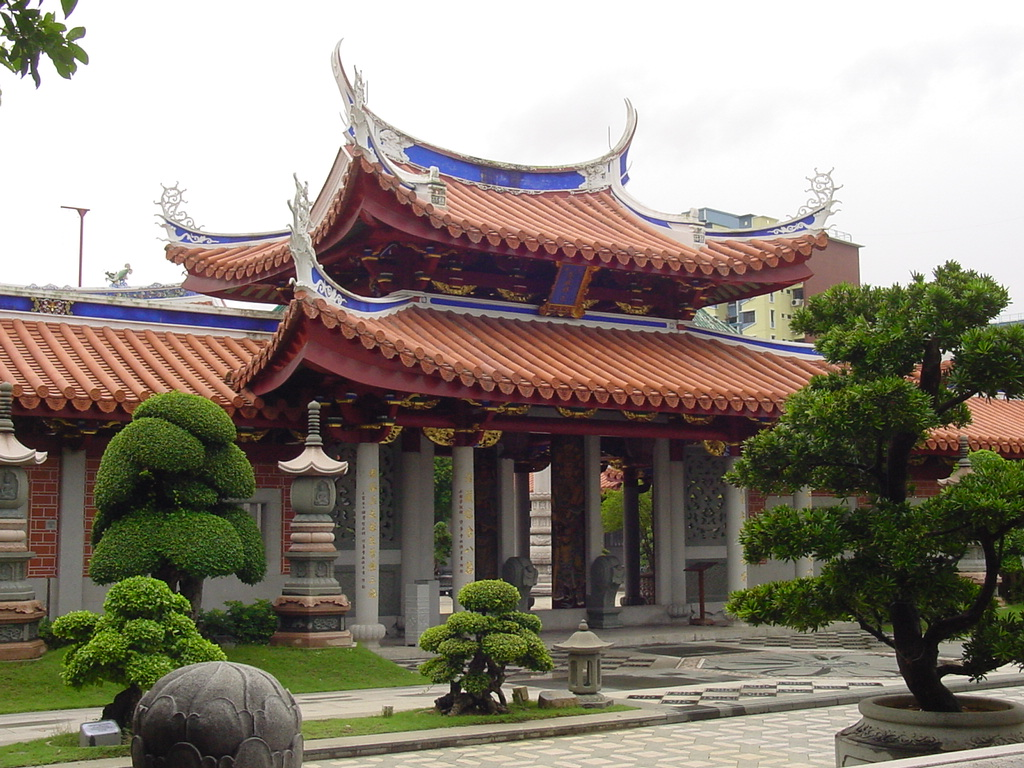
Siong Lim Temple

Templo Siong Lim (ou Templo Shuang Lin ou Monastério (Lian Shan) Shuang Lin) (pinyin: (Lián Shān) Shuāng Lín sì) é um templo budista construído em 1902 em Toa Payoh, Singapura. 

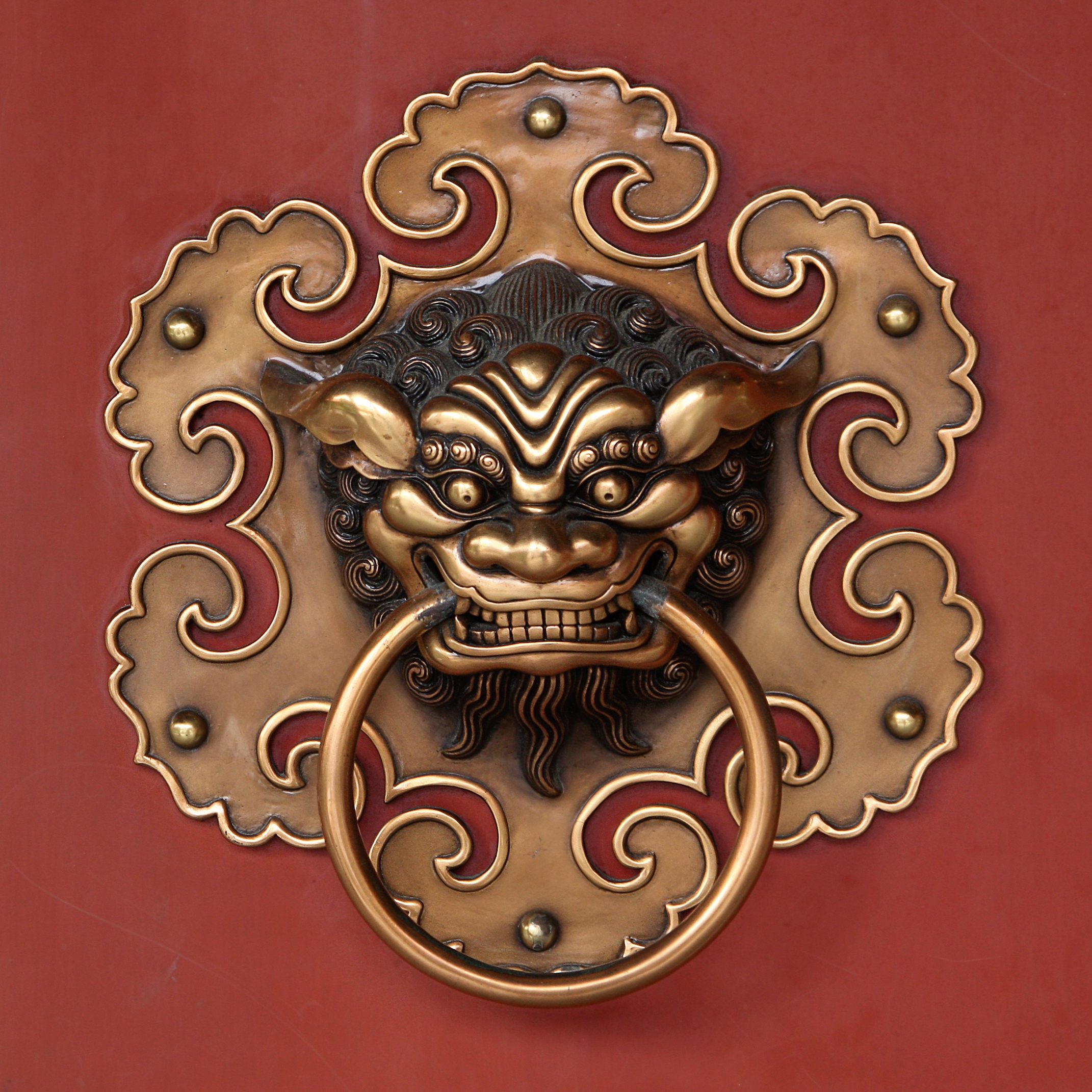
Aldabra do templo em formato de dragão chinês.